# Thiago de Freitas
Thiago Schmidel de Freitas (Vitória, 13 aprile 1987) è un ex calciatore brasiliano, di ruolo centrocampista.

## Carriera
Ha giocato 6 partite nella massima serie portoghese.